# Банска река
Банска река (също известна като Добричка река) е река в Южна България – Област Пловдив, община Първомай и област Хасково, общини Минерални бани, Хасково и Димитровград, десен приток на река Марица. Дължината ѝ е 37 km (по други данни 34 km). Отводнява ридовете Драгойна и Мечковец в Източните Родопи и централната част на Хасковската хълмиста област.

## Географска характеристика
Банска река води началото си под името Чулфанска река от 686 м н.в. в Източните Родопи, на 1,2 km югозападно от връх Соуджик (840 m). До село Воден тече на североизток в дълбока долина между ридовете Драгойна и Мечковец в Източните Родопи. След това завива на изток, а след село Гарваново отново на североизток, като пресича Хасковската хълмиста област в плитка алувиална долина. Влива се отдясно в река Марица на 98 m н.в., на 1,4 km западно от Димитровград.
Площта на водосборния басейн на реката е 337 km2, което представлява 0,64% от водосборния басейн на Марица, а границите на басейна ѝ са следните:
- на юг и югоизток – с водосборния басейн на Харманлийска река, десен приток на Марица;
- на запад и северозапад – с водосборния басейн на река Каялийка, десен приток на Марица.

Основни притоци: → ляв приток, ← десен приток
- ← Селското дере
- ← Узундере
- → Сазлъкдере
- ← Домуздере
- ← Гидиклидере
- → Салтъкдере
- → Куртдере
- → Горскоизворска река

Реката е с дъждовно подхранване, като максимумът е в периода февруари-март, а минимумът – септември. Среден годишен отток при село Добрич 3,6 m3/s.
По течението на реката са разположени 6 села:
- Област Хасково

- Община Минерални бани – Сусам, Татарево;
- Община Хасково – Гарваново, Клокотница;
- Община Димитровград – Каснаково, Добрич.

Водите на Банска река се използват за напояване, като са включени в Хасковската напоителна система.
Между селата Татарево и Гарваново реката преминава през живописен пролом, наречен Боаза.
В Банска се срещат много видове риба. Част от тях са кефал, мряна, уклей, каракуда, скобар и морунаж.

## Топографска карта
- Лист от карта K-35-63. Мащаб: 1 : 100 000.
- Лист от карта K-35-64. Мащаб: 1 : 100 000.
- Лист от карта K-35-75. Мащаб: 1 : 100 000.
- Лист от карта K-35-76. Мащаб: 1 : 100 000.